# بزن‌دررو

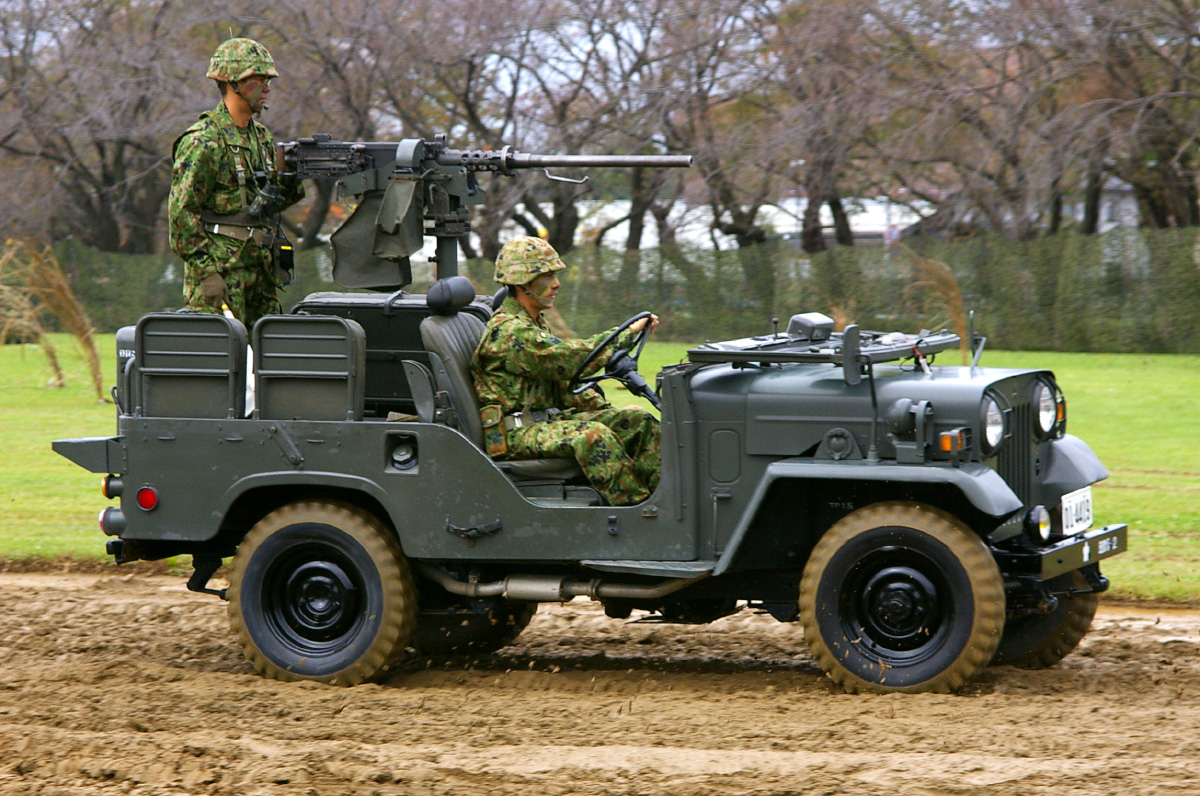
خودرو سبک تایپ ۷۳ با یک مسلسل ام۲ برونینگ متعلق به ارتش ژاپن با هدف حملات بزن دررو ساخته شده‌است.

تاکتیک‌های بزن دَررو یا بزن و بگریز به گروهی از تاکتیک‌های نظامی گفته می‌شود که هدف از آنها به دست گرفتن کنترل یک منطقه نیست، بلکه فقط به قصد ایجاد خسارت بر دشمن اجرا شده و برای جلوگیری از مواجهه با پدافند دشمن بلافاصله محل نبرد ترک می‌شود.
تاکتیک‌های بزن دررو معمولاً توسط گروه‌های چریکی، جنبش‌های مقاومت مسلحانه و سازمان‌های تروریستی انجام می‌شود تا از جنگ طولانی‌مدت با دشمن خودداری شود. اما در جنگ‌های متعارف هم استفاده از این شیوه‌ها مرسوم است. برای مثال عملیات‌هایی که نیروهای تکاور یا نیروهای ویژه یا نیروی هوایی از شهرهای محاصره شده علیه دشمن انجام می‌دهند، از نمونه‌های استفاده از این تاکتیک توسط ارتش‌های کلاسیک هستند.
از تاکتیک‌های بزن دررو هم در جنگ‌های زمینی، هم در جنگ‌های دریایی و هم در عملیات‌های هوایی استفاده می‌شود.